# 11 Aquilae
Désignations
11 Aquilae (en abrégé 11 Aql) est une étoile de la constellation de l'Aigle, située à ∼ 155,9 a.l. (∼ 47,8 pc) de la Terre.